# Goblin Valley State Park

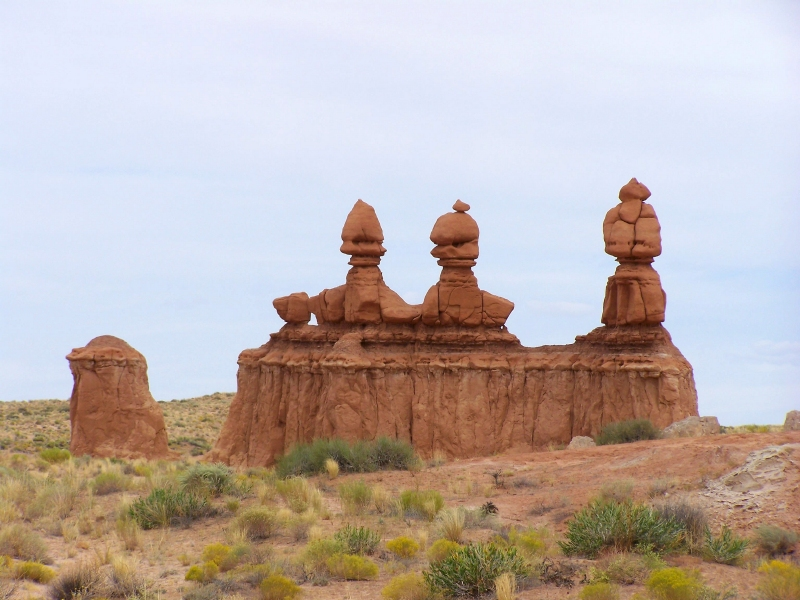
Sandsteinfiguren

Der Goblin Valley State Park ist ein Staatspark im Südosten Utahs in der Nähe von Hanksville an der Utah State Route 24. Der Park wurde am 24. August 1964 gegründet und hat eine Fläche von 12,2 km². Es gibt ein Besucherzentrum und einen Campingplatz.

## Geschichte
Cowboys auf der Suche nach Rindern entdeckten zunächst dieses Tal, bevor Ende der 1920er Jahre Arthur Chaffin mit zwei Begleitern auf der Suche nach einer alternativen Verbindungsstrecke zwischen Green River und Caineville auf dieses Tal stießen. Chaffin war so beeindruckt, dass er 1949 für mehrere Tage in das von ihm Mushroom Valley („Pilztal“) genannte Gebiet zurückkehrte und die Formationen untersuchte und fotografierte.
Im Oktober 2013 stemmte sich ein Mann der „Boy Scouts of America“ gegen einen der mehr als 1 Kubikmeter großen Gesteinsköpfe, sodass er von seiner schmalen Verbindungsstelle abbrach und etwa zwei Meter tief fiel. Ein Video, auf dem der Mann angibt, aus Sorge um die Kinder gehandelt zu haben, wurde auf YouTube gestellt und von Zeitungen aufgegriffen. Seine Tat dementierte er mit den Worten: „Es geht uns hier nur darum, Leben zu retten.“  Die Parkverwaltung droht nun mit Konsequenzen. Auch von Seiten der US-Pfadfinder wurde Kritik geübt, es werden 'angemessene Schritte' eingeleitet.

## Geologie
Erosion insbesondere durch Wind und Wasser haben im Laufe von Millionen Jahren aus dem Sandstein des Tales Figuren geformt, die an Pilze oder Kobolde erinnern – daher der Name Goblin Valley, Koboldtal.
Ausgangssituation ist in waagrechten Schichten abgelagerter Sand, der sich zu Sandstein verfestigt und später durch senkrechte Risse in charakteristischen Abständen aufgebrochen wird. Durch nach unten fortschreitende Erosion insbesondere durch Wasser und seine Inhaltsstoffe bilden sich Wände, Inseln und Säulen neben Spalten und Kanälen aus. Erosion tendiert dazu, Formen eher abzurunden, doch an senkrechten Flächen von freigelegten Säulen ankommende Wind- oder Wasserströmung baut durch anprallende Sandpartikel weniger widerstandsfähige Schichtzonen stärker ab. Dadurch kommt es in bestimmten Höhen gleichmäßig zur Einschnürung von Säulen, die dann an eine Reihe von gedrungenen, taillierten Figuren mit runden Köpfen erinnern.

## Flora und Fauna
Die Vegetation ist begrenzt auf Pflanzen, welche sich dem heißen, trockenem Wüstenklima und dem wehenden Sand angepasst haben. Beispiele sind Mormon Tea (Ephedra viridis), Russische Distel (Salsola collina), Indian Ricegrass (Oryzopsis hymenoides) und verschiedene Kakteen.
Die meisten Tiere sind nachtaktiv. Es kommen u. a. Kaninchen, Skorpione, Klapperschlangen und Kojoten vor.

## Medien
- Für die Science-Fiction-Parodie Galaxy Quest – Planlos durchs Weltall war das Goblin Valley Drehort bei den Szenen mit dem Steinmonster.
- Die US-amerikanische Rockband The Killers drehte das Video für ihren Song «Human» im Goblin Valley.
- Im Film The Tree of Life wurden am Ende Szenen vom Goblin Valley verwendet.